# Rajpur Ali
Rajpur Ali fou un estat tributari protegit inicialment a l'agència de Bhopawar (el 1925 les agències de Malwa i Bhopawar foren reunides en una sola que va portar el nom d'agència de Malwa i Bhopawar, que el 1927 va canviar el nom per agència de Malwa i dels Estats del Sud fins que el 1934 l'agència va recuperar el seu antic nom d'agència de Malwa). Estava situat entre el riu Narmada o Nerbudda i les muntanyes Vindhya. La superfície era de 2.168 km² i la població el 1881 eren 56.827, uns dos terços hindús i un terç animistes amb molt pos musulmans i jains.
El sobirans eren rajputs del clan sesòdia, connectat amb la família reial de Mewar (Udaipur). Sembla que degut al seu aïllament, al caràcter muntanyós i salvatge del seu territori van governar durant segles i no foren molestats ni per la invasió maratha. Poc abans d l'establiment del poder britànic a Malwa al començament del segle xix, governava a Rajpur Ali el cap Rana Pratab Singh que tenia al seu servei a un aventurer de Mekran anomenat Musafir, que a la mort del raja va liquidar a dos pretendents a la successió i va governar l'estat en nom del fill pòstum del difunt, Jaswant Singh. Aquest va morir el 1862 i va deixar un testament en el que dividia l'estat entre els seus dos fills però els britànics van rebutjar aquesta voluntat i van permetre al fill gran Gangdeo, succeir en tot l'estat. Al cap d'uns anys la incompetència del sobirà va fer créixer l'anarquia i els britànics van haver d'agafar l'administració del principat. Gangdeo va morir el 1871 i el va succeir el seu germà Rupdeo mort el 1881. La successió va recaure en un fill adoptiu que era menor i va tornar sota administració britànica fins a la majoria.
L'estat pagava un tribut de 1100 lliures al govern britànic però d'aquesta quantitat els britànics entregaven 1000 lliures al raja de Dhar del que antigament Rajpur Ali havia estat feudatari; a més del tribut esmentat Rajpur Ali pagava 150 lliures a l'any per fer front al cost del Malwa Bhil Corps.
L'estat disposava el 1881 d'un exèrcit de 9 cavallers i 150 policies, amb 2 canons. El sobirà tenia dret a salutació de 9 canonades.